# Родріго Чавес Роблес
Родріго Чавес Роблес (10 червня 1961 , Сан-Хосе ) — костариканський економіст і політик, міністр фінансів (2019-2020). 
Президент Коста-Рики з 8 травня 2022.
.

## Біографія
Народився 10 червня 1961 року у столичному районі Кармен, у центральному кантоні Сан-Хосе. 
Пізніше здобув ступінь доктора економічних наук в Університеті штату Огайо. 
До свого призначення на посаду міністра він працював директором Світового банку з питань Індонезії та країн Америки, Європи та Азії 
..

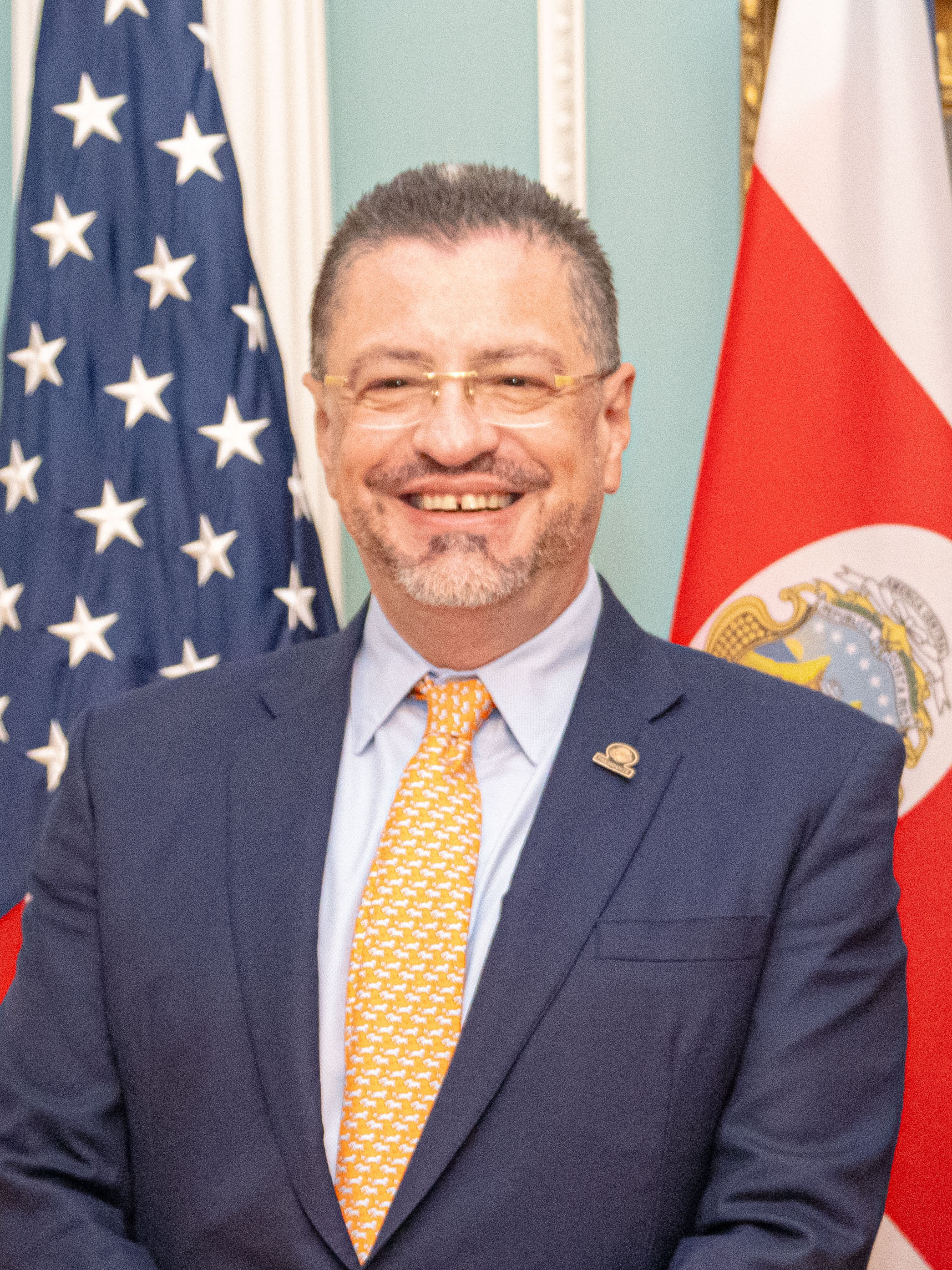
Rodrigo Chaves, 2023

В 1992 році, перед здобуттям степеню доктора філософії, Інститут міжнародного розвитку Гарвардського університету запропонував йому чотиримісячну стипендію для проведення польових досліджень з бідності, мікропідприємств та середніх підприємств в Індонезії. 
Після того, як він захистив докторську дисертацію, Світовий банк запропонував йому роботу для можливості подальшої публікації його досліджень.
Чавес оголосив про те, що він вирішив піти у відставку з посади співробітника Світового банку і повернутися до Коста-Ріки, тому що він вважав, що, якби він попросив відпустку, міг виникнути конфлікт інтересів через переговори, які він мав би провести з цією організацією у межах свого міністерського керівництва.
Проте у серпні 2021 року, коли стали відомі результати розслідування звинувачень у сексуальних домаганнях, висунутих раніше щодо Чавеса, повідомлялося про те, що це може спричинити його відставку зі Світового банку 
.

## Міністр фінансів
30 жовтня 2019 року президент Карлос Альварадо Кесада призначив Чавеса новим міністром фінансів Коста-Рики, проте офіційно він обійняв цю посаду лише 26 листопада того ж року 
.
Відразу після цього Чавес заявив про те, що його пріоритетами будуть забезпечення дотримання податкового законодавства, збільшення збору існуючих податків, боротьба з ухиленням від сплати податків та продовження стримування державних витрат.
У лютому 2020 року Чавес подав на розгляд Законодавчими зборами законопроєкт щодо використання надлишків державних установ для погашення боргу.
У тому ж місяці Чавес зробив кадрові зміни у структурі міністерства фінансів, звільнивши кількох співробітників. 
На знак протесту проти цього рішення у відставку подали заступник міністра доходів Володимир Вільялобос Гонсалес, генеральний директор податкового управління Карлос Варгас Дуран, генеральний директор митної служби Хуан Карлос Гомес Санчес та директор податкової поліції Ірвінг Малеспін Муньос.
26 березня 2020 року, під час надзвичайної ситуації через COVID-19, Чавес оголосив в інтерв'ю журналістам про пропозицію стягувати податок солідарності із заробітної плати держслужбовців та приватних осіб у розмірі понад 500 000 колонів, щоб здобути ресурси для підтримки людей, на тлі введеного урядом локдауну. 
Після різкої критики з боку деяких представників громадськості уряд відмовився від підтримки цієї ідеї.
Міністр зв'язку Ненсі Марін заявила пресі: «Президент ясно дав зрозуміти, що пан Родріго не слід робити цю заяву. 
Ніколи не передбачалося, що це піде на зарплату 500 000 колонів. 
Міністру не варто було робити такої заяви у тих висловлюваннях, у яких він її подав».
22 квітня 2020 року директор Коста-Риканського фонду соціального забезпечення (CCSS) Маріо Девандас публічно засудив той факт, що міністр фінансів заявив на зустрічі, в якій брав участь Альварадо, що «нічого не можна зробити для порятунку Фонду, тому що країна не може збанкрутувати, аби врятувати його».
28 травня 2020 Чавес подав у відставку з посади голови Мінфіну 
.

### Участь у президентських виборах
У липні 2021 Родріго Чавес заявив про висування своєї кандидатури на посаду президента Республіки Коста-Рика 
.
У рамках своєї кампанії очолювана Чавесом Соціал-демократична прогресивна партія прагнула запровадити боротьбу з корупцією, караючи тих, хто не повідомляє про неправомірні дії. 
Чавес заявив, що він виступає за прозорість між урядом та пресою, університетами та громадянами, і що він планує сприяти цьому через щоденний звіт про діяльність, що здійснюється державними установами.
Його план щодо безробіття включає заохочення більшої кількості жінок до працевлаштування та збільшення кількості випускників STEM у відповідь на зростаючий попит. 
Він також підтримав двомовну освіту та пообіцяв вітати іноземні підприємства у Коста-Риці.
На довершення своєї передвиборчої програми він запропонував план із п'яти кроків щодо зниження вартості життя. 
План передбачає скасування податків з основних продуктів харчування та предметів домашнього побуту, зниження цін на рис, зниження цін на електроенергію, ліквідацію монополій та підтримку фермерів в імпорті ефективніших агрохімікатів. 
Він також оголосив, що не підтримує обов'язкової вакцинації від COVID-19 
.
Ротсей Росалес, політолог та голова Національної політичної обсерваторії Університету Коста-Рики, заявив, що Чавес займає ліберальну економічну позицію, соціально консервативний, виступає за закон і порядок і проти політичного класу
.
У ніч на 6 лютого було оголошено, що Родріго Чавес зустрінеться з колишнім президентом Хосе Марією Фігересом Ольсеном із партії PLN у другому турі виборів, що відбувся 3 квітня 
. 
Декілька опитувань громадської думки у другому турі поставили Чавеса на перше місце 
. 
3 квітня місцева преса оголосила про перемогу Чавеса над Фігерасом 
..
Чавес офіційно має обійняти посаду 8 травня 2022
.

## Нагороди
- Орден князя Ярослава Мудрого I ст. (Україна, 23 серпня 2024) — за вагомий особистий внесок у зміцнення міждержавного співробітництва, підтримку суверенітету та територіальної цілісності України, популяризацію Української держави у світі[14]